# Le Sermon sur la chute de Rome
Le Sermon sur la chute de Rome ("Predikan om Roms fall") är en roman från 2012 av den franske författaren Jérôme Ferrari. Handlingen följer två unga män som driver en bar på Korsika där de möts av korruption och andra problem. Titeln syftar på en predikan som biskopen och filosofen Augustinus höll efter plundringen av Rom år 410. Boken tilldelades Goncourtpriset.

## Mottagande
Le Mondes Raphaëlle Leyris berömde språket och ansåg att det överträffade Ferraris tidigare verk. Leyris skrev att författaren med framgång kombinerar stort allvar med ironi, som när han gör en högstämd utläggning om något, men leder det till en abrupt och skämtsam slutpoäng. Recensenten berömde också hur Ferrari hanterar parallella tidsplan och kallade romanen för boksäsongens bästa.
Den 7 november 2012 tilldelades boken Goncourtpriset. Den vann med fem röster mot fyra för Peste et choléra av Patrick Deville och två för La Vérité sur l'affaire Harry Quebert av Joël Dicker. Fram till dess hade boken sålts i 90 000 exemplar.